# Tastavent

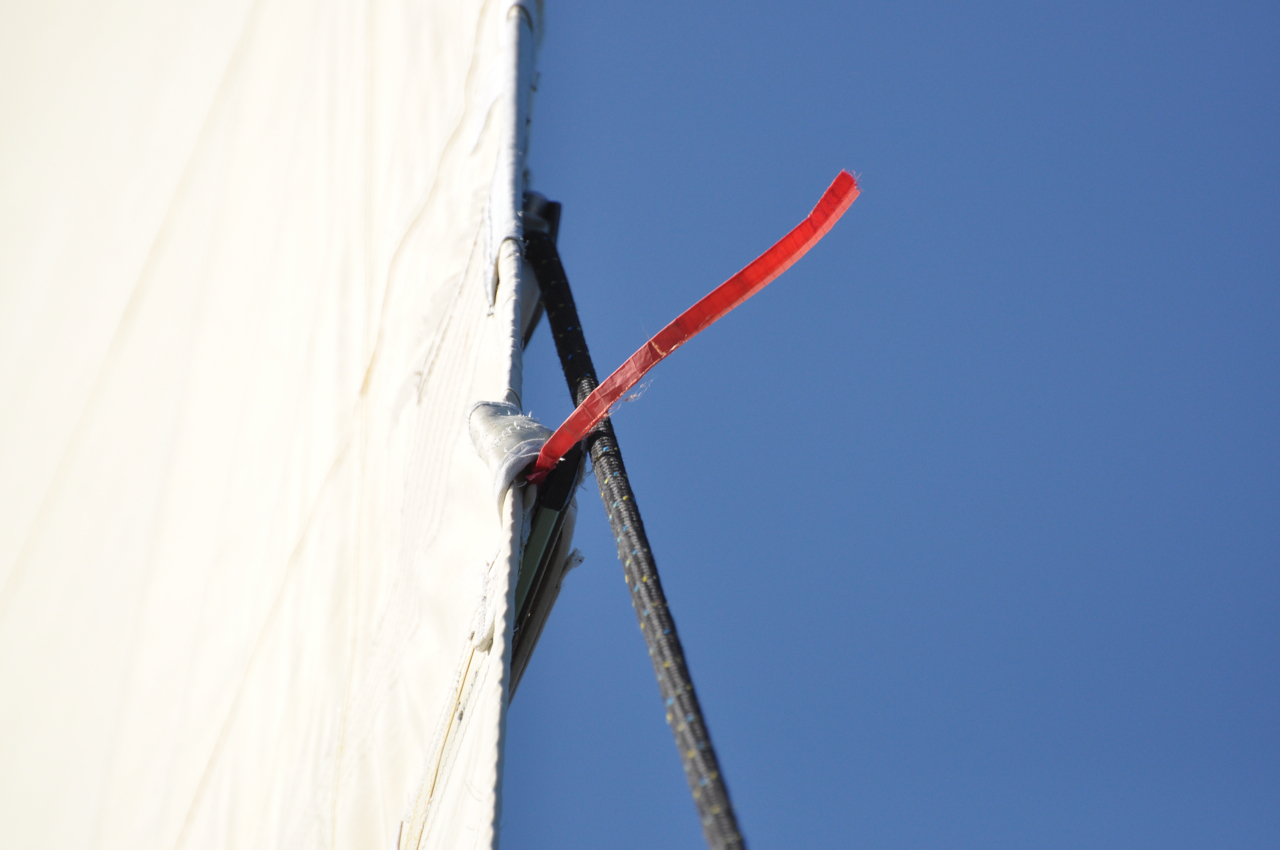
Cinta marca-vent fixada a la baluma d’una vela.

En els velers s’anomenen tastavents (sing. tastavent) les petites cintes, fils o cordons que es lliguen per un dels caps a la vela o a un estai (o similars) i indiquen la direcció del vent en aquell punt. Les denominacions catavents (oficial) i marca-vents (popular) designen dispositius similars.

## Materials
Els fils de llana són molt adequats per a fer tastavents curts (entre 20 i 30 cm l'extrem lliure). Van millor en brises una mica fortes i no tant en ventijols. Les cintes de cassette són ideals per a ventijols. Però cal renovar-les amb freqüència per la seva degradació.

## Ubicació i funció

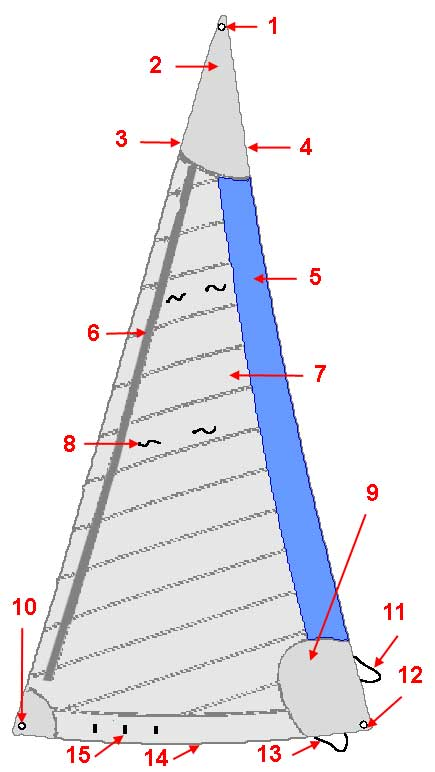
Esquema d’un floc gènova. Amb alguns tastavents indicats (8).

### Per a detectar el vent aparent
La direcció del vent aparent es pot observar a partir d'un nombre reduït de tastavents lligats a l'eixàrcia ferma. Per exemple: un tastavent a cada obenc o a cada estai.

### Per a detectar el flux correcte sobre una vela
Hi ha diverses escoles que preconitzen diferents sistemes de visualització del flux de l’aire sobre les veles mitjançant catavents. La idea és emprar una filera de tastavents (verticals o horitzontals) en ambdues cares de la vela. Amb un flux ideal laminar, el tastavent de sobrevent i el corresponent de sotavent s’haurien de mostrar horitzontals i enganxats a la vela. En el cas dels flocs la filera de marca-vents s’hauria de disposar prop del gràtil (el caient de proa) i en posició paral·lela. Pel que fa a les veles mestres, els tastavents s’haurien de posar en una filera horitzontal i en la baluma (caient de sortida del vent).
A la pràctica hi ha algunes dificultats en aprofitar aquest sistema de navegació i optimització de l’ajustament de les veles.